# Elezioni legislative in Francia del 1876
Le elezioni legislative in Francia del 1876 per eleggere i 533 membri della Camera dei Deputati si sono tenute dal 20 febbraio al 5 marzo. Il sistema elettorale utilizzato fu un maggioritario a doppio turno dipartimentale. Di conseguenza si crearono blocchi naturali (specie tra i repubblicani) per eleggere deputati dalle comuni vedute istituzionali.
Furono le prime effettive elezioni della Terza Repubblica, stabilita de jure attraverso le leggi costituzionali del 1875. Rispetto alla precedenti elezioni, dei 45 dipartimenti precedentemente occupati dalle truppe tedesche, solo 5 rimasero in tale stato e fu impedito il processo elettorale: Senna (tranne Parigi), Senna e Oise, Rodano e Bocche del Rodano. Dal punto di vista politico, lo stato di assedio fu revocato dal resto del territorio e di conseguenza si poterono svolgere elezioni libere attraverso la propaganda elettorale, la libertà di associazione e la revoca della censura sulla stampa.
La sconfitta delle destre monarchiche mostrò una chiara disaffezione verso la loro incapacità di restaurare la monarchia perlopiù causata dai dissidi interni. Al contrario, il ricompattamento del blocco repubblicano una volta siglato il Trattato di Francoforte, con l'aggiunta di deputati repubblicani di centro-destra, diedero il via alla crisi politica (poi definita "crisi di maggio") che vide contrapporsi il nuovo Parlamento con il Presidente monarchico Patrice de Mac-Mahon, che inabile di formare un governo conservatore, sciolse dopo appena un anno di legislatura.

## Risultati
|                   |                   |           |      |       |
| Partito           | Partito           | Voti      | Voti | Seggi |
| Partito           | Partito           | Numero    | %    | Seggi |
|                   | Opportunisti      | 2 674 540 | 36,2 | 193   |
|                   | Radicali          | 1 359 435 | 18,4 | 98    |
|                   | Bonapartisti      | 1 056 517 | 14,3 | 76    |
|                   | Centro-destra     | 746 212   | 10,1 | 54    |
|                   | Centro-sinistra   | 664 941   | 9,0  | 48    |
|                   | Orleanisti        | 554 117   | 7,5  | 40    |
|                   | Legittimisti      | 332 470   | 4,5  | 24    |
| Totale voti       | Totale voti       | 4 908 974 | 100  | 300   |
| Elettori iscritti | Elettori iscritti | 9 733 734 | –    | –     |
| Astenuti          | Astenuti          | 2 345 500 | 24,1 | –     |
| Totale votanti    | Totale votanti    | 7 388 234 | 75,9 | –     |
| Fonte: Gallica    |                   |           |      |       |